# 穴原発電所
穴原発電所（あなばらはつでんしょ）は、福島県福島市飯坂町湯野にある東北電力の水力発電所。

## 概要
福島県伊達地方に建設された工場に電力を供給するために1911年に建設が開始され、翌年稼動した。本館から270m離れた水槽からの落差40mを利用し、6トン/秒の水を利用する。最大出力1850kw。穴原温泉の入り口に当たる摺上川に建設されている。
建設当初の本館は洋風瓦葺きの建物であったが、1982年に現在の鉄骨平屋建てに建て替えられた。多くの発電所は地表に水圧鉄管があるが、この発電所では埋設されている。
福島市内には8箇所水力発電所があるが、滝野発電所（1910年稼働）についで古い。

## 歴史
- 1911年（明治44年）9月 - 着工
- 1912年（大正元年）11月 - 竣工し1号機運転開始。当時は最大出力500キロワット
- 1918年（大正7年） - 2号機運転開始。最大出力700キロワット。同時に1号機の増強が行われ、計1250キロワット
- 1936年（昭和11年） - 大幅な改造が行われ出力向上。現在に至る
- 1975年（昭和50年）2月 - 無人化
- 1982年（昭和57年） - 本館の建替が行われる

## 周辺
- 穴原温泉
- 飯坂温泉
- 福島県道319号穴原十綱線奥十綱橋
- 国道399号